# 210丁目-ウィリアムズブリッジ駅
210丁目-ウィリアムズブリッジ駅（210ちようめ-ウィリアムズブリッジえき、英語: 210th Street–Williamsbridge）あるいはウィリアムズブリッジ-210丁目駅 (Williamsbridge–210th Street) はニューヨーク市ブロンクス区のウィリアムズブリッジ（現：ノーウッド）のウェブスター・アベニューとガン・ヒル・ロードの交差点に位置したIRT3番街線の廃駅である。駅は相対式ホーム2面と緩行線2線・急行線1線を有した2面3線の高架駅で、かつてはニューヨーク・アンド・ハーレム鉄道（廃止）の、現在はメトロノース鉄道ハーレム線の所属であるウィリアムズ・ブリッジ駅に近い場所に位置していた。隣駅は南が204丁目駅、北がIRTホワイト・プレーンズ・ロード線との乗換駅であるガン・ヒル・ロード駅の下層階ホームである。駅は1920年10月4日のフォーダム・ロード-190丁目駅 - ガン・ヒル・ロード駅間の延伸開業と共に開業し、3番街線最後の区間であった149丁目駅 - ガン・ヒル・ロード駅間が廃止された1973年4月29日に廃止された。